# Canton de Fumay
Le canton de Fumay est une ancienne division administrative française située dans le département des Ardennes et la région Champagne-Ardenne.

## Géographie
Ce canton était organisé autour de Fumay dans l'arrondissement de Charleville-Mézières. Son altitude moyenne était de 187 m.

## Administration: conseillers généraux
| Période | Période      | Identité                   | Étiquette            | Qualité |
| ------- | ------------ | -------------------------- | -------------------- | --- |
| 1833    | 1838         | Eugène Mathys              |                      | Maître de forges à Fumay |
| 1838    | 1845         | Nicolas Lambert Malcotte   |                      | Juge d'instruction au Tribunal de Sedan |
| 1845    | 1848 (décès) | Nicolas Joseph Billuart    |                      | Commandant de la Garde Nationale à Revin |
| 1848    | 1867         | Lambert Emmanuel Malcotte  |                      | Juge de paix à Haybes puis à Fumay |
| 1867    | 1888 (décès) | Edouard Baudet             |                      | Marchand de bois et maître de forges à Revin |
| 1888    | 1926 (décès) | Henri Dunaime              | Gauche radicale (RG) | Docteur en droit, ancien avoué Député (1893-1914 et 1924-1926) Président du Conseil général (1912-1924)                                                         |
| 1927    | 1928         | Emile Latour               | SFIO                 | Ouvrier mouleur, cabaretier puis représentant de commerce Maire de Revin (1921-1928), conseiller d'arrondissement                                               |
| 1928    | 1940         | Firmin Léguet              | RG                   | Député (1930-1932) - Sénateur (1936-1945) Maire de Revin Membre de la Commission administrative des Ardennes (1941-1943) Nommé conseiller départemental en 1943 |
| 1945    | 1973         | Camille Titeux             | SFIO puis PS         | Maire de Revin (1945-1971) Député (1951-1958) Président du Conseil général (1967-1973) Elu en 1973 dans le Canton de Revin                                      |
| 1973    | 1985         | Gabriel Sacrez (1909-1989) | app. UDR puis RPR    | Maire de Fumay, ancien résistant FFI Président du Conseil général (1979-1982)                                                                                   |
| 1985    | 1998         | Bernard Auburtin           | RPR                  | Médecin à Fumay |
| 1998    | 2015         | Benoît Sonnet              | PS                   | Directeur d'école Maire de Haybes |

## Conseillers d'arrondissement
Le canton de Fumay avait deux conseillers d'arrondissement.
| Période | Période      | Identité                                           | Étiquette    | Qualité |
| ------- | ------------ | -------------------------------------------------- | ------------ | --- |
| 1833    | 1842         | François Dieudonné Perlaux                         |              | Notaire, maire de Fumay Président du Conseil d'arrondissement                                               |
| 1833    | 1839         | Jean-Baptiste Nanquette (1785-1860)                |              | Flotteur, maire de Revin                                                                                    |
| 1839    | 1845         | Alphonse Jules Caillez                             |              | Chef de bataillon en retraite, maire de Fumay (1842-1846)                                                   |
| 1842    | 1848         | Louis Antoine Péchenard-Nanquette (1800-1888)      |              | Manufacturier (verreries) à Fumay                                                                           |
| 1845    | 1848         | Lambert Emmanuel Malcotte                          |              | Juge de paix à Fumay                                                                                        |
| 1848    | 1850         | Antoine Alexis Xavier Bertrand (1768-1850)         |              | Inspecteur des Forêts - Maire de Fumay (1846-1850)                                                          |
| 1848    | 1861         | Charles Nicolas Emile Billuart-Wattier (1811-1861) |              | Brasseur à Fumay                                                                                            |
| 1852    | 1892         | Achille Lavocat-Caillez                            |              | Propriétaire à Fumay                                                                                        |
| 1861    | 1867         | Jean-Baptiste Narcisse Mareschal (1810-1883)       |              | Docteur en médecine, maire de Fumay                                                                         |
| 1867    | 1901         | Louis Adolphe Hamaide (1833-1905)                  |              | Docteur en médecine à Fumay Président du Conseil d'arrondissement (1867)                                    |
| 1892    | 1895 (décès) | Joseph Auguste Debieuvre                           |              | Propriétaire, professeur, maire de Fumay                                                                    |
| 1895    | 1901         | Edmond Lefèvre                                     |              | Docteur en médecine à Fumay                                                                                 |
| 1901    | 1903 (décès) | Arsène Dupont (1854-1903)                          | SFIO         | Ouvrier mouleur, maire de Revin                                                                             |
| 1901    | 1919         | Jules Biaux (1852-1923)                            | SFIO         | Ouvrier ardoisier, conseiller municipal de Haybes                                                           |
| 1903    | 1912         | Jean Léon Lambert-Hamaide (1852-1912)              | SFIO         | Ancien ouvrier ardoisier, maire de Fumay                                                                    |
| 1912    | 1913         | Louis Maucourt                                     | SFIO         | Ouvrier ardoisier à Fumay                                                                                   |
| 1913    | 1919         | Arthur Chuillot (1861-1929)                        | SFIO         | Ouvrier mouleur, maire de Revin (1914-1917)                                                                 |
| 1919    | 1925 (décès) | Jules Bauduin-Petit                                | SFIO         | Coiffeur, maire de Fumay (1912-1925)                                                                        |
| 1919    | 1927 (décès) | Auguste-Joseph Servais (1864-1927)                 | SFIO         | Ouvrier ardoisier retraité, conseiller municipal de Haybes                                                  |
| 1925    | 1927         | Émile Latour (1886-1949)                           | SFIO         | Ouvrier mouleur, représentant de commerce, puis éleveur Maire de Revin (1921-1928)                          |
| 1927    | 1931         | Léon Villeval (1884-1935)                          | SFIO         | Ouvrier ardoisier à Haybes, secrétaire de l'Union départementale CGT des Ardennes                           |
| 1931    | 1937         | Paulin Joris                                       |              | Ingénieur, conseiller municipal de Fumay                                                                    |
| 1931    | 1937         | Eugène Hamaide                                     | SFIO (exclu) | Ouvrier ardoisier, conseiller municipal de Haybes, secrétaire du syndicat CGT des ardoisiers                |
| 1937    | 1940         | Désiré Louis (1897-1968)                           | SFIO         | Ouvrier monteur puis ardoisier, Fumay                                                                       |
| 1937    | 1940         | Léon Mauguière (1884-1968)                         | SFIO         | Ouvrier métallurgiste, adjoint au maire de Revin (1921-1928)                                                |
| 1940    |              |                                                    |              | Les conseils d'arrondissement ont été suspendus par la loi du 12 octobre 1940 et n'ont jamais été réactivés |

## Composition

### Jusqu'en 1973
Jusqu'en 1973, le canton de Fumay comprenait les communes suivantes : 
- Anchamps
- Fépin
- Fumay
- Ardennes
- Haybes
- Montigny-sur-Meuse
- Revin

En 1973, Anchamps et Revin sont détachées du canton de Fumay pour former le nouveau canton de Revin.

### De 1973 à 2015
Le canton de Fumay regroupait cinq communes et comptait 6 896 habitants (recensement de 2006 sans doubles comptes).
| Nom                | Code Insee | Intercommunalité          | Population (dernière pop. légale) |
| ------------------ | ---------- | ------------------------- | --------------------------------- |
| Fumay (chef-lieu)  | 08185      | CC Ardenne rives de Meuse | 3 534 (2014)                      |
| Fépin              | 08166      | CC Ardenne rives de Meuse | 278 (2014)                        |
| Hargnies           | 08214      | CC Ardenne rives de Meuse | 462 (2014)                        |
| Haybes             | 08222      | CC Ardenne rives de Meuse | 1 943 (2014)                      |
| Montigny-sur-Meuse | 08304      | CC Ardenne rives de Meuse | 82 (2014)                         |

## Démographie
| 1962  | 1968  | 1975  | 1982  | 1990  | 1999  | 2006  | 2011  | 2012  |
| ----- | ----- | ----- | ----- | ----- | ----- | ----- | ----- | ----- |
| 9 617 | 9 623 | 9 190 | 8 826 | 8 312 | 7 595 | 6 896 | 6 625 | 6 552 |